# Shou Xing
Shou Xing, divinità cinese, letteralmente astro della longevità (寿星). È un membro dei tre San Xing. Gli animali che lo simboleggiano sono la gru o la tartaruga. È raffigurato come un vecchio dalla grossa testa calva, appoggiato ad un bastone nodoso e con in mano la pesca dorata dell'immortalità, un frutto che secondo la leggenda matura ogni tremila anni.
Secondo la tradizione, Shou Xing era una volta un ragazzo malaticcio di nome Zhao Yen, al quale era stato pronosticata la morte quando avrebbe raggiunto i 19 anni. Gli fu quindi consigliato di visitare un certo campo e di portare con sé una giara di vino e della carne secca. In quel campo avrebbe trovato due uomini intenti a giocare a dama sotto un albero. Gli avrebbe dovuto offrire vino e carne, ma evitare di rispondere alle loro domande. Zhao Yen seguì il consiglio, e quando i due uomini ebbero consumato la carne e il vino decisero di ringraziarlo scambiando le cifre della sua attesa di vita da 19 a 91 anni. Più tardi gli fu detto che uno dei due uomini era l'astro del polo Nord, che fissa la data di nascita degli uomini, e l'altro l'astro del polo Sud, che ne fissa la data di morte. Per questo Shou Xing è anche noto come Nan Ji Xian Weng (il vecchio del polo Sud).